# Крикбёф
Крикбёф (фр. Cricqueboeuf) — коммуна во Франции, находится в регионе Нижняя Нормандия. Департамент коммуны — Кальвадос. Входит в состав кантона Онфлёр. Округ коммуны — Лизьё.
Код INSEE коммуны — 14202.

## Население
Население коммуны на 2010 год составляло 198 человек.
| 1962 | 1968 | 1975 | 1982 | 1990 | 1999 | 2010 |
| ---- | ---- | ---- | ---- | ---- | ---- | ---- |
| 127  | 169  | 130  | 172  | 186  | 182  | 198  |

## Экономика
В 2010 году среди 137 человек трудоспособного возраста (15—64 лет) 97 были экономически активными, 40 — неактивными (показатель активности — 70,8 %, в 1999 году было 74,4 %). Из 97 активных жителей работали 93 человека (58 мужчин и 35 женщин), безработных было 4 (2 мужчин и 2 женщины). Среди 40 неактивных 8 человек были учениками или студентами, 18 — пенсионерами, 14 были неактивными по другим причинам.